# アーリーン・オジェー
アーリーン・オジェーまたはアーリーン・オージェ（Arleen Auger、1939年9月13日 - 1993年6月10日）は、アメリカ合衆国のソプラノ歌手。フランス系の姓は、父親がカナダ出身のためである。
繊細で澄み切ったリリック・ソプラノで、バッハやヘンデル、モーツァルトなど、古典的なレパートリーの解釈で知られた。晩年に近づくにつれて、声の表情にかげりが見えるようになったと指摘される。
音楽に対する誠実な取り組みでも有名で、晩年には、すでに歌手として一家をなしていたにもかかわらず、それに安住することなく、ウィリアム・クリスティなどの古楽演奏家との共演にも挑み続けた。東ドイツを訪れ、演奏や録音に取り組んだ最初のアメリカ人芸術家のひとりでもある。